# گلوکیسه‌ای
گلوکیسه‌ای (نام علمی: Saccopharynx) نام یک سرده از راسته مارماهی‌سانان پلیکانی است.